# 박인용
박인용(朴仁鎔, 1952년 9월 1일 ~ )은 대한민국의 군인 출신 행정가, 정치인이다.

## 학력
- 1964년 화접초등학교 졸업
- 1970년 경희고등학교 졸업
- 1974년 해군사관학교 28기 학사
- 1977년 육군보병학교 졸업
- 1979년 국방대학교 행정학사
- 2006년 경남대학교 행정대학원 안보정책학 석사

## 경력
- 2002년 3월 ~ 2003년 5월 : 해군본부 인사참모부장 (해군 소장)
- 2003년 5월 ~ 2005년 8월 : 해군 제3함대사령관 (해군 소장 → 해군 중장)
- 2005년 7월 : 해군 제3함대사령관 재직 시절 해군 중장 진급
- 2005년 8월 ~ 2005년 11월 : 해군 교육사령관 (해군 중장)
- 2005년 11월 ~ 2006년 11월 : 해군 작전사령관 (해군 중장)
- 2006년 11월 ~ 2007년 11월 : 합동참모본부 합동참모차장 (해군 중장)
- 2007년 11월 ~ 2008년 6월 : 국방부 군수차관보
- 2008년 3월 : 국방부 군수차관보 재직 시절 해군 대장 진급
- 2008년 6월 : 국방부 군수차관보 재직시 해군 대장 예편
- 2014년 ~ 2017년 국민안전처 장관
- 옛 자유한국당 정치인
- 옛 바른정당 정치인
- 2023년 5월 ~ : 백선엽장군기념사업회 이사

## 수상
- 2008년 보국훈장 통일장
- 2004년 보국훈장 천수장
- 2002년 대통령 표창